# XI Puchar Gordona Bennetta (balonowy)
XI Puchar Gordona Bennetta – zawody balonów wolnych o Puchar Gordona Bennetta zorganizowane w 1922 w Genewie. Zawody rozpoczęły się 6 sierpnia.

## Historia
Dzięki zwycięstwu w 1921 roku szwajcarskiej załogi, kolejne zawody mogły odbyć się w Szwajcarii. Oficjalnie odbywały się one w Genewie, ale miejsce startu wyznaczono obok fabryki w Châtelaine niedaleko Vernier. Po wybuchu w 1909 roku gazowni w Genewie, tam właśnie została ona odbudowana.

### Imprezy poprzedzające zawody
Zawody poprzedziły imprezy, które rozpoczęły się 1 sierpnia, w dniu święta narodowego Szwajcarii. Zaplanowano 11 imprez. Udział zgłosiło 20 balonów: 3 włoskie, 3 francuskie, 2 hiszpańskie, 2 amerykańskie, 2 angielskie i 6 szwajcarskich (m.in. Helvetia, Geneve, Zurych, Leman, Blitz). 2 sierpnia 6 balonów wzięło udział w konkursie lotu na odległość. Zwyciężył francuski balon La Fernande pilotowany przez Georges Blanchet, któremu towarzyszyła pani L. Clavel. Dotarli oni do Turynu przelatując nad Alpami.
3 sierpnia zorganizowano samochodowy pościg za balonem. „Lisem” był balon Cumulus pilotowany przez księcia de la Vaulx. W pościgu wzięło udział 25 samochodów i 8 balonów. Balon ukryty w wąwozie pierwszy znalazł John Gallay z TCS i major Gerber na balonie l'Azurei. W piątek 4 sierpnia konkurs lotu na i lądowania w wybranym punkcie wygrał włoski major Giuseppe di Valle. Sobota była dniem odpoczynku, a uczestników i organizatorów zaproszono na bankiet.

### Balon Geneve
Szwajcarzy licząc na kolejne zwycięstwo postanowili ufundować nowy balon, który weźmie udział w zawodach w 1922 roku. Powstał komitet, który zbierał na ten cel pieniądze. Balon noszący nazwę Geneve o pojemności 2200 m³ został wykonany przez augsburską firmę Riedinger za 12 000 franków. Właścicielem został genewski oddział Aeroklubu Szwajcarii. W dniu 23 lipca zaplanowano pierwszy lot, ale z powodu złej pogody nie mógł się on odbyć.

## Uczestnicy

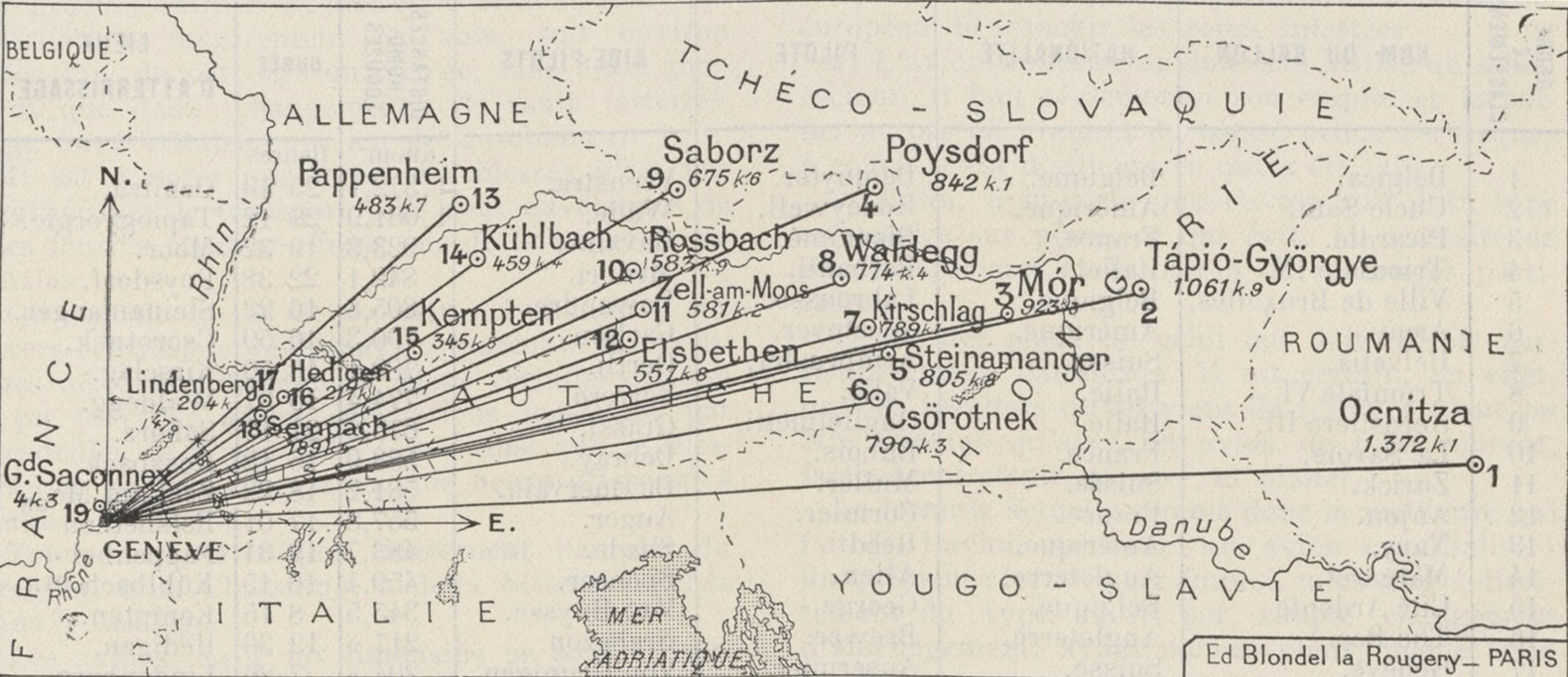
Miejsca lądowania załóg.

| Zajęte miejsce | Balon          | Pojemność | Załoga pilot pomocnik pilota               | Kraj              | Czas lotu [h] | Odległość [w km] | Państwo Miejsce lądowania           |
| -------------- | -------------- | --------- | ------------------------------------------ | ----------------- | ------------- | ---------------- | ----------------------------------- |
| 1.             | Belgica        |           | Ernest Demuyter Alexander Veenstra         | Belgia            | 25:49         | 1372,10          | Mołdawia Ocnitza                    |
| 2.             | Uncle Sam      |           | Harry E. Honeywell Jeptha Homer II Wade    | Stany Zjednoczone | 26:12         | 1061,90          | Węgry Tapiogyorgie                  |
| 3.             | La Picardie    |           | Maurice Bienaimé Georges Ravaine           | Francja           | 19:32         | 923,30           | Moor                                |
| 4.             | Trionfale IX   |           | C. Barbanti Ugo Medori                     | Włochy            | 22:38         | 842,10           | Austria Poydsdorf                   |
| 5.             | Bruxelles      |           | kpt Mathieu Labrousse col Dewandre         | Belgia            | 16:22         | 805,80           | Węgry Steinamanger                  |
| 6.             | Army           |           | Oscar Westover Carleton F Bond             | Stany Zjednoczone | 16:59         | 790,30           | Węgry Csorotnek                     |
| 7.             | Helwetia       |           | kpt. Paul Armbruster lt H. Oertli          | Szwajcaria        | 18:50         | 789,10           | Kirsclag                            |
| 8.             | Trionfale V    |           | Giuseppe di Valle Ferrero                  | Włochy            | 15:37         | 774,40           | Austria Waldegg                     |
| 9.             | Aerostiere III |           | A. Guglielmetti Grassi                     | Włochy            | 21:13         | 675,60           | Czechosłowacja Czeskie Budziejowice |
| 10.            | La Savoie      |           | Jules Dubois Henri Debray                  | Francja           | 16:18         | 583,90           | Niemcy Rossbach                     |
| 11.            | Zurich         |           | R. O. Muller Alex de Quervain              | Szwajcaria        | 18:22         | 581,20           | Austria Zell an Moss                |
| 12.            | Anjou          |           | Georges Cormier Auger                      | Francja           | 17:01         | 557,80           | Austria Eslsbethen                  |
| 13.            | Navy           |           | Lieut. Walter F. Reed Chief Shade          | Stany Zjednoczone | 19:31         | 483,70           | Niemcy Pappenheim                   |
| 14.            | Margaret       |           | Harold Ernest Allen Arthur Charles Spencer | Wielka Brytania   | 16:15         | 459,40           | Niemcy Kühlbach                     |
| 15.            | Cité Ardente   |           | George Van Huysse                          | Belgia            | 8:15          | 345,50           | Niemcy Kempten                      |
| 16.            | Bee            |           | Griffith Brewer Claude Brabazon            | Wielka Brytania   | 12:36         | 217,50           | Szwajcaria Hedigen                  |
| 17.            | Genève         |           | Louis Ansermier Christian von Grünigen     | Szwajcaria        | 7:26          | 204,50           | Niemcy Lindenberg                   |
| 18.            | Polar          |           | Martinez-Sanz Jose Lopez Tienda            | Hiszpania         | 7:33          | 189,40           | Szwajcaria Sempach                  |
| 19.            | Fernando Duro  |           | Eduardo Magdalena Joaquin de la Llave      | Hiszpania         | 1:22          | 4,30             | Szwajcaria Le Grand-Saconnex        |

## Przebieg zawodów
W wyniku losowania ustalono następującą kolejność startu: 1.Fernando Duro (Hiszpania) 2. Helwetia (Szwajcaria) 3. Margaret (Wielka Brytania) 4. Belgica (Begia) 5. Army (USA) 6. Aerostiere III (Włochy) 7. La Picardie (Francja) 8. Polar (Hiszpania) 9. Genève (Szwajcaria) 10. Bee (Wielka Brytania) 11.Bruxelles (Belgia) 12.Uncle Sam (USA) 13. Trionfale V (Włochy) 14. Anjou (Francja) 15. Zurich (Szwajcaria) 16.Cité Ardente (Belgia) 17. Navy (USA) 18. Trionfale IX (Italien) 19. La Savoie (Francja). Start balonów zaplanowano w niedzielę 6 sierpnia o godzinie 15:45. Jako pierwszy, przy dźwiękach hymnu, wystartował szwajcarski balon Helvetia. Po niej w odstępach 5 minutowych startowały kolejne załogi. Pogoda była dobra, a start oglądało 50 000 widzów. Balon Fernando Duro, który miał problemy ze startem wystartował jako ostatni.
Zawody wygrał Ernest Demuyter pokonując o ponad 300 km drugą, amerykańską załogę. Nagrodę za najdłuższy czas lotu otrzymał Honeywell, drugi z amerykańskich pilotów Walter F. Reed zdobył nagrodę za najlepiej prowadzony dziennik.